# Asociación Profesional de Traductores e Intérpretes de Cataluña
La Asociación Profesional de Traductores e Intérpretes de Cataluña (APTIC) es una asociación independiente y sin ánimo de lucro. Se constituyó oficialmente el 1 de enero de 2009 para representar y defender a los traductores e intérpretes con formación académica o experiencia profesional acreditada. Es miembro de la Federación Internacional de Traductores (FIT) y de la Red Vértice. Participa en la organización de actividades de formación y promoción para los profesionales del sector. APTIC está formada por 650 asociados.
Se constituyó mediante la fusión de las dos asociaciones generalistas de traductores e intérpretes de Cataluña: la Asociación de Traductores e Intérpretes de Cataluña (ATIC) y Traductores e Intérpretes Asociados pro-Colegio (TRIAC). ATIC fue fundada en 1994 por un grupo de estudiantes de traducción con el fin de abordar la carencia de legislación específica y de organización del sector. TRIAC nació un año más tarde con el objetivo principal de crear un colegio oficial de traductores e intérpretes que permitiera regular el ejercicio de la profesión en Cataluña.
Durante diez años, ambas asociaciones funcionaron por separado. No obstante, en 2006 se promulgó la Ley del Ejercicio de Profesiones Tituladas y de los Colegios Profesionales, que excluía la posibilidad de crear un colegio oficial de traductores e intérpretes. En ese momento, los objetivos de ATIC y de TRIAC pasaron a ser los mismos y se empezó a gestar la futura fusión.